# Catedral de Nuestra Señora y San Verano (Cavaillon)
La catedral de Nuestra Señora y San Verano de Cavaillon o simplemente catedral de Cavaillon (en francés: Cathédrale Notre-Dame-et-Saint-Véran de Cavaillon) es una iglesia católica medieval de Francia que fue durante siglos la sede episcopal de la diócesis de Cavaillon, ahora incorporada en la arquidiócesis de Aviñón. Está dedicada a la Virgen María y san Veran, obispo de Cavaillon y santo patrón de los pastores.
La catedral fue objeto de una clasificación en el título de los monumento histórico de Francia desde 1840.

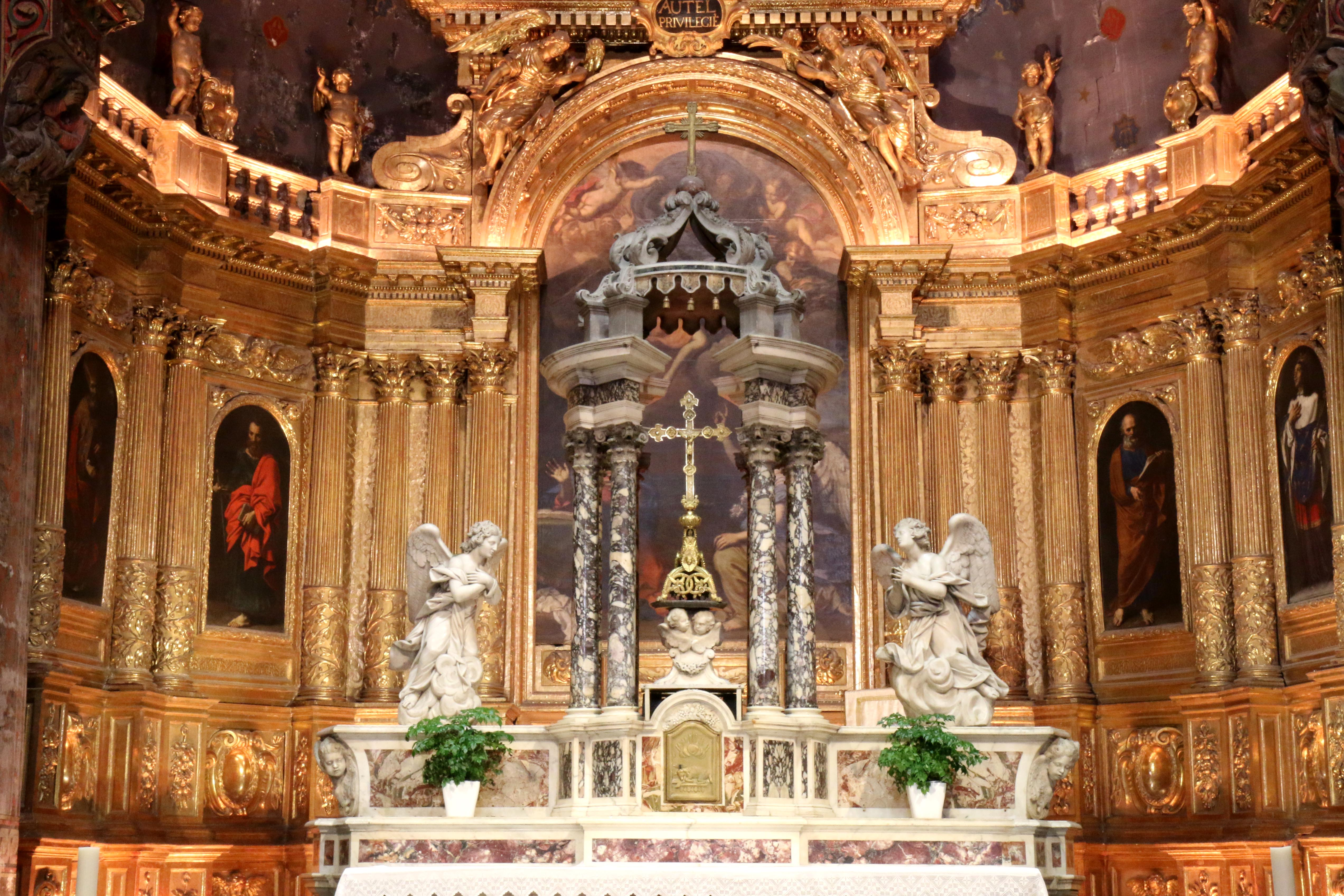
Vista interna

A mediados del siglo XVI, la catedral estaba en malas condiciones por lo que el 3 de marzo de 1542 el papa Pablo III autorizó al obispo Peter Ghinucci para utilizar los materiales de la antigua iglesia de San Juan Extramuros para la restauración de la catedral. Este deterioro se agravó en los primeros días de septiembre de 1562 por el saqueo e incendio de la catedral por las tropas protestantes de Francis Beaumont, barón de Adrets. Varios años fueron necesarios para reparar el daño.
La iglesia se compone de una gran nave con cinco tramos de bóveda, que descansa sobre arcos y respaldada por grandes contrafuertes que sobresalen entre los cuales se construyeron las capillas laterales.
Posee varias capillas dedicadas a san Verano, la Virgen María, la santa Cruz, María Magdalena, san Eligio, santa Ana, san José, respectivamente.

## Galería de imágenes

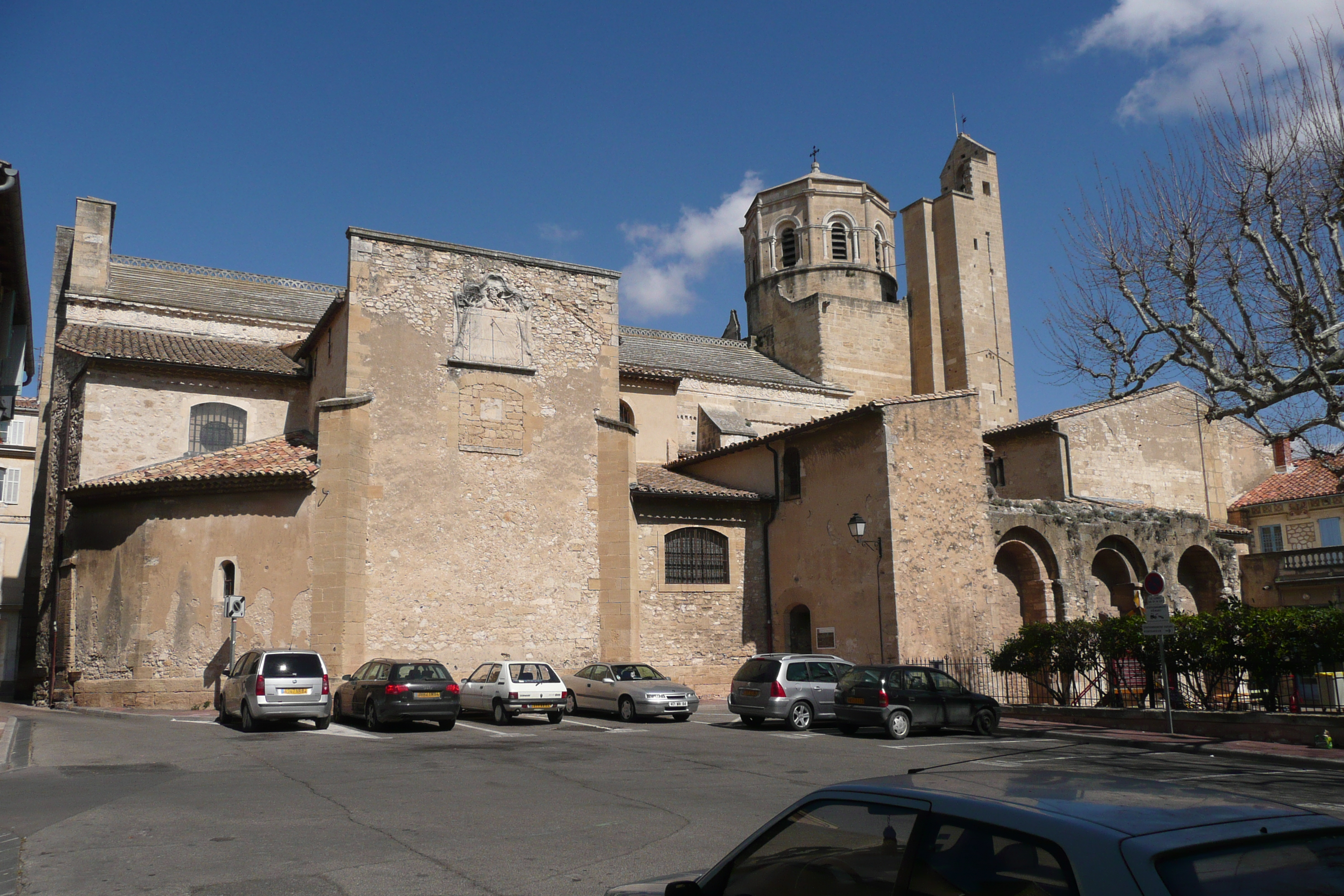
Vista general
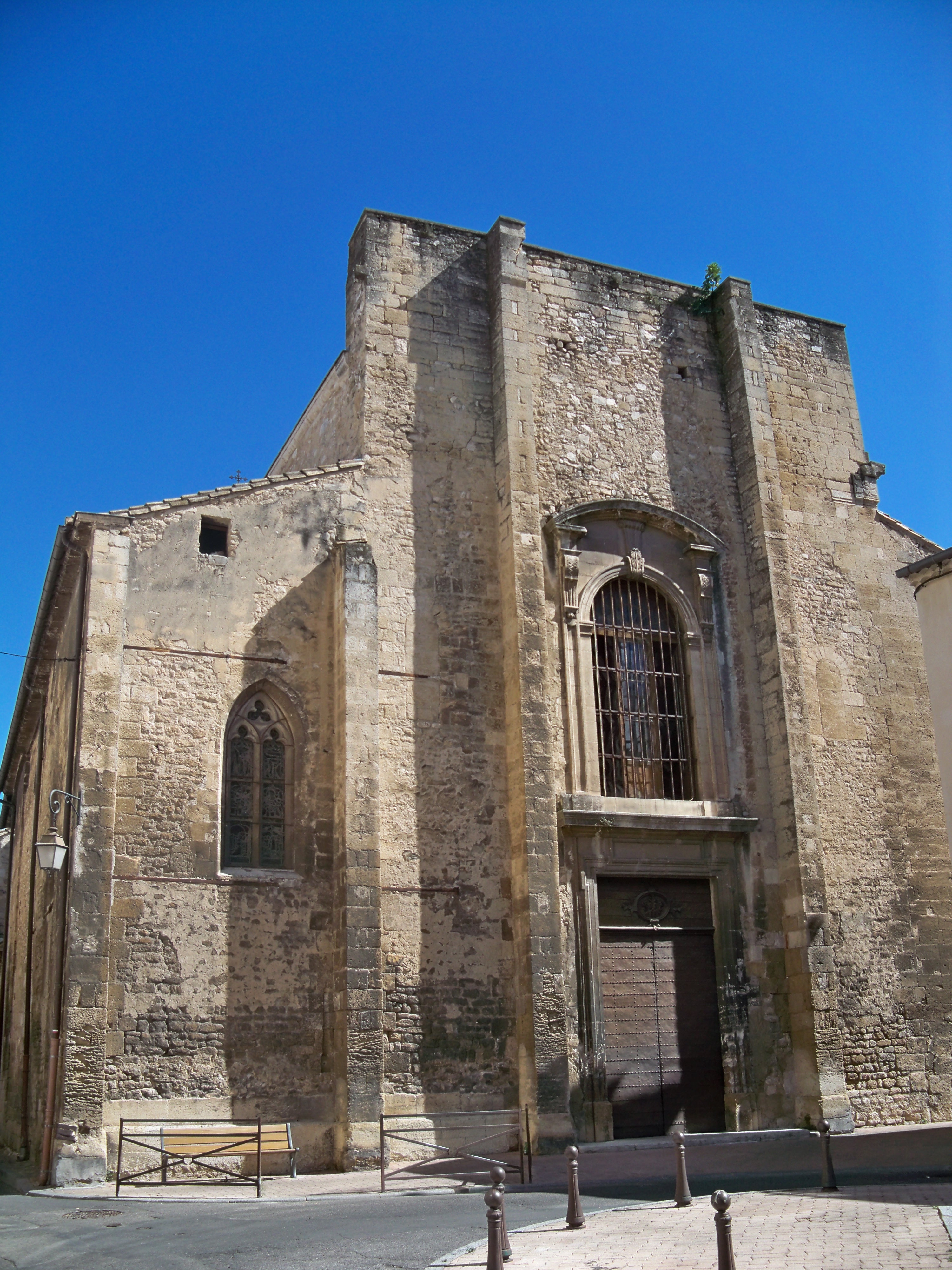
Fachada
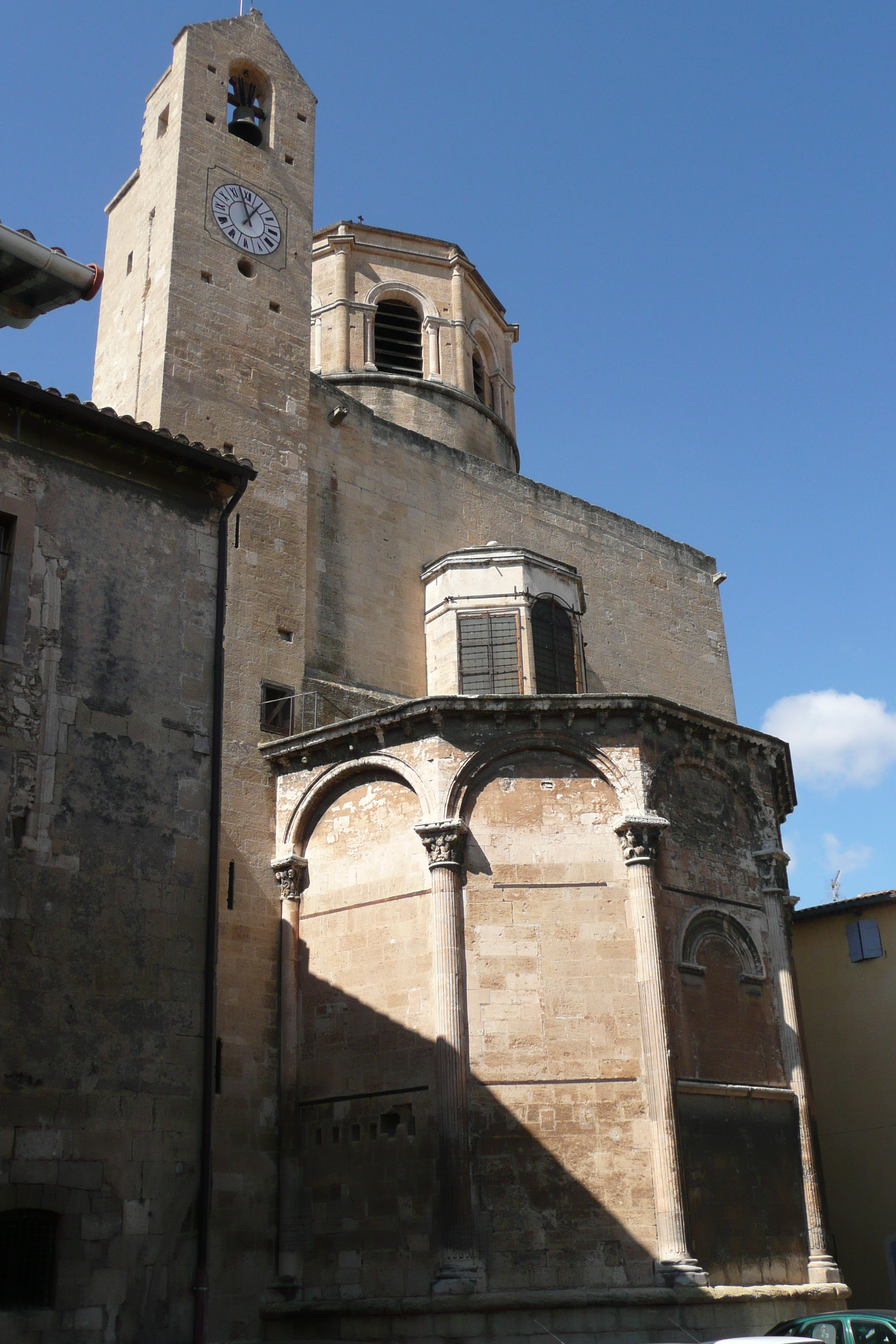
Ábside
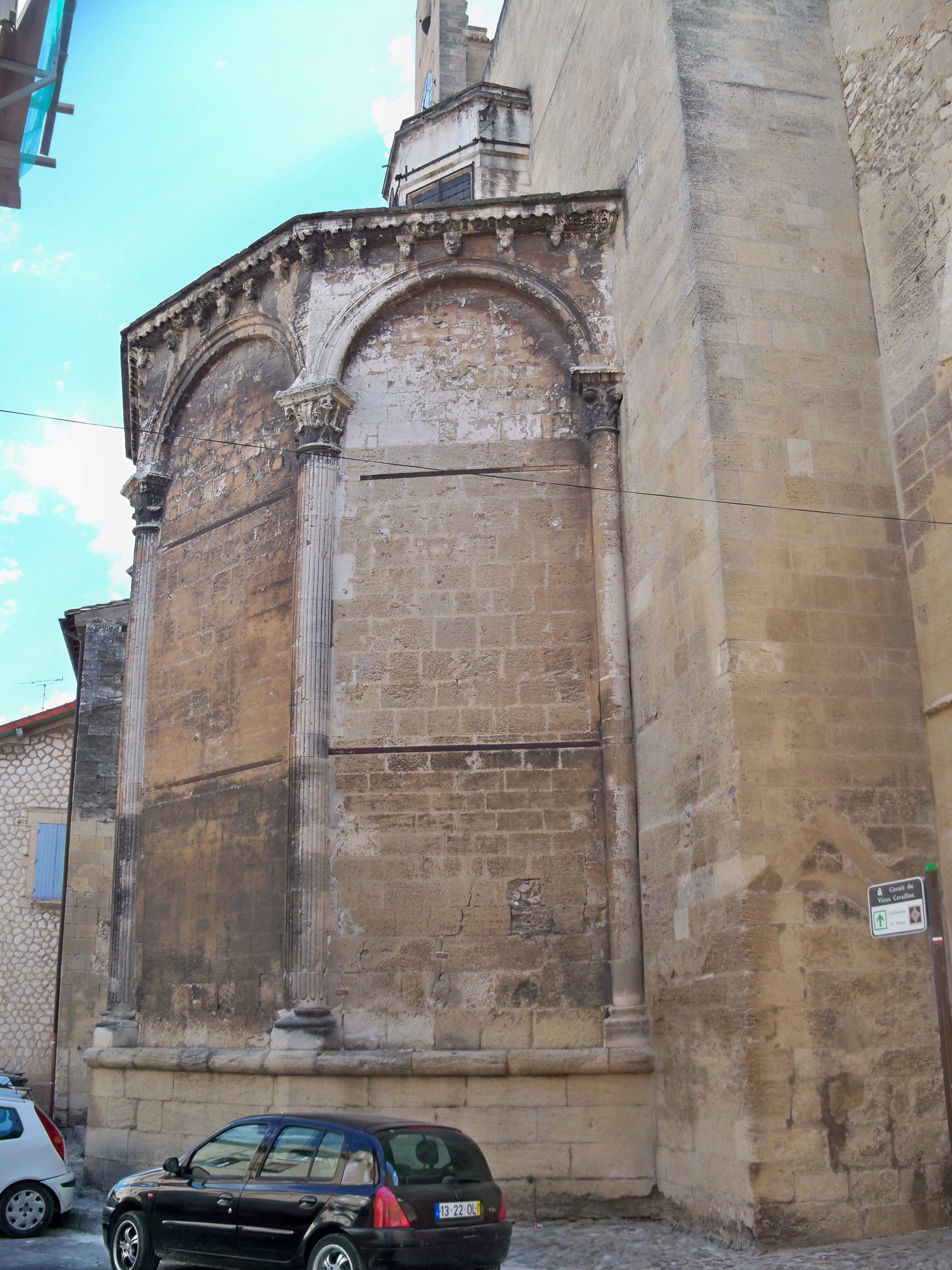
Detalle del ábside
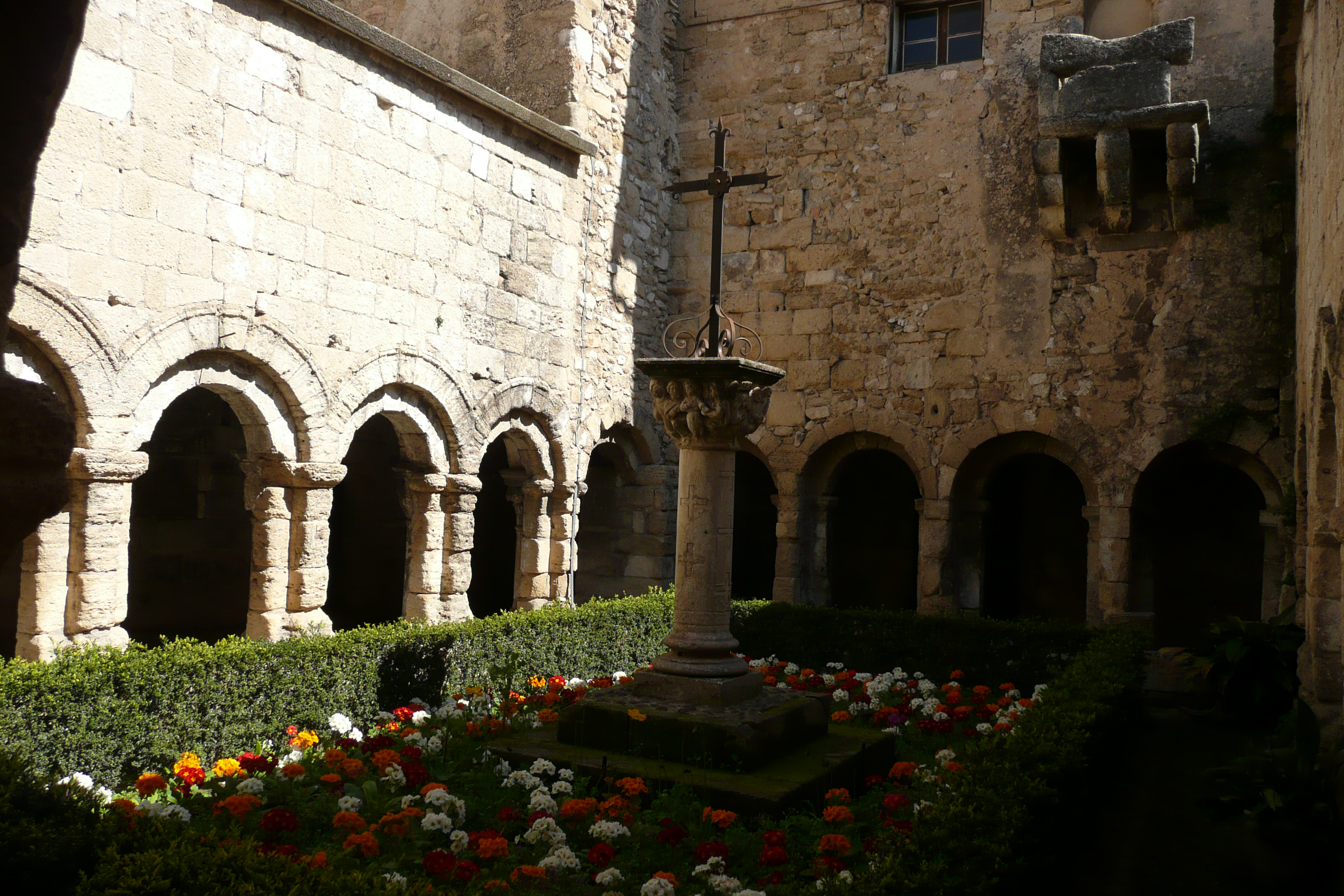
Claustro